# 890
Cette page concerne l'année 890  du calendrier julien. Pour l'année 890 av. J.-C., voir 890 av. J.-C. Pour le nombre 890, voir 890 (nombre).
L'année 890 est une année commune qui commence un jeudi.

## Événements
- Début du règne en Inde de Mahendrapala, roi Pratihâra de Kanauj (fin en 908). Il ajoute à son empire le Magadha et une partie du Bengale[1].

- Hamdan Qarmat fonde un refuge près de Kufa, Dar al-hijra[2].
- Début du règne de Sembat Ier d'Arménie (fin en 912)[3].

### Europe
- Janvier : le gouverneur de Saragosse Ahmad ibn al-Barra est assassiné par Mohammed al-Anqar ; la ville passe sous le contrôle des Toujibides[4].
- Les Vikings assiègent Saint-Lô, massacrent ses habitants et tuent l'évêque de Coutances. Ils profitent des dissensions entre les Bretons pour avancer jusqu'au Blavet, puis sont repoussés à deux reprises. Judicaël est tué dans le premier combat. Après sa victoire, Alain Ier « le Grand » prend le titre de roi de Bretagne[5].

- 6 juin[6] : assemblée de Valence réunie par Ermengarde. Louis, fils de Boson est élu roi de Provence avec l’aide de son oncle Richard II de Bourgogne dit Richard le Justicier (fin de règne en 928)[7]. Richard, comte d’Autun, de Mâcon et de Châlon agrandit ses possessions puis se fait reconnaître duc de Bourgogne par le roi Eudes de France.
- 5 août : mort du comte Ramnulf II de Poitiers (Rannoux)[8] ; le roi Eudes  nomme comte de Poitiers son frère Robert mais sans succès ; c'est Adémar d'Angoulême qui est reconnu comte de Poitiers en 892, puis en 902 Ebles Manzer, le fils illégitime de Rannoux[9].
- Octobre : les Vikings, chassés de Bretagne, prennent leur quartiers d'hiver près de Noyon, sur l'Oise[10].

- 21 novembre : le roi Eudes qui n'a pu chasser les Normands de Noyon, se poste à Senlis pour leur interdire le chemin de Paris[10].

- 27 décembre : le Normand Hasting tente vainement de s'emparer de l'abbaye Saint-Bertin[11].

- En Italie, l’abbaye de Farfa, assiégée par les sarrasins, résiste pendant sept ans. Subiaco est détruite, la vallée de l’Anio et Tivoli sont ravagés. Les Sarrasins constituent des places d’armes à Saracinesco près de Rome et dans les monts Sabins à Ciciliano. La campagne romaine devient un désert[12].